# Vergleich herausragender Luftseilbahnen
Dieser Vergleich enthält Luftseilbahnen, die ein oder mehrere herausragende Merkmale (Höhe, Länge, Spannweite) haben. Die Liste führt deshalb nur einige wenige Beispiele aus der Vielzahl der existierenden Luftseilbahnen auf.

## Tabelle
Redaktionell sortiert nach Ländern – D-A-CH-FL, dann andere alphabetisch – und Orten. Abkürzungen siehe unten.
| Land                    | Ort Name                                                | Art  | Länge           | Länge          | Station Höhe (m) | Station Höhe (m) | Station Höhe (m) | Eröffnung             | Stopp Abbau  | Anmerkungen |
| Land                    | Ort Name                                                | Art  | horizontal (km) | Spannweite (m) | Tal              | Berg             | Unterschied      | Eröffnung             | Stopp Abbau  | Anmerkungen |
| ----------------------- | ------------------------------------------------------- | ---- | --------------- | -------------- | ---------------- | ---------------- | ---------------- | --------------------- | ------------ | --- |
| Deutschland             | Eibsee Seilbahn Zugspitze                               | ATW  | 4,45            | 3213           | 1000             | 2945             | 1945             | 2017                  |              | größte Höhendifferenz einer Sektion; größte Spannweite; mit 127 m höchste Stütze in Stahlbauweise einer Pendelbahn                                                                                         |
| Deutschland             | Bad Reichenhall Predigtstuhlbahn                        | ATW  | 2,38            | 2000           | 476              | 1583             | 1107             | 1928                  |              | Älteste original erhaltene Großkabinenbahn der Welt, denkmalgeschützt |
| Deutschland             | Freiburg im Breisgau Schauinslandbahn                   | BGD  | 3,5             | 734            | 473              | 1219             | 746              | 1930                  |              | Erste Umlaufbahn der Welt ausschließlich für Personentransport. 1 TS, 2 ZS |
| Österreich              | Kaprun Gipfelbahn                                       | ATW  | 2,2             |                | 2452             | 3029             | 577              | 1966                  |              | mit 113,6 m die zweithöchste Seilbahnstütze der Welt |
| Österreich              | Kitzbühel 3S-Bahn                                       | TGD  | 3,7             | 2507           | 1780             | 1917             | 137              | 2005                  |              | max. 400 m über Grund; Glasboden in einer Gondel |
| Österreich              | Heiligenblut am Großglockner Tunnelbahn Fleißalm        |      | 1,6             | 65             | 1753             | 1809             | 56               | 1987                  |              | Winter-Gruppenpendelbahn im Stollen des Kraftwerks Fleiß für somerliches Überlaufwasser |
| Österreich              | Batschuns Versuchsseilbahn                              | ATW  | 0,45            | 472            | 683              | 825              | 142              | 1948                  | 1962 1963    | einzig bekannte, vollständig privat von einer einzigen Person finanzierte, Versuchsseilbahn der Welt |
| Österreich              | Graz Seilbahn in Frida und Fred (Kindermuseum)          |      | 0,012 (ca.)     | 015            | 353              | 354              | 1                | 2003                  |              | besonders kurze „Seilbahn“, vom Passagier per Muskelkraft über Handdoppelkurbel betrieben, indoors über den Ausstellungsbereich                                                                            |
| Schweiz                 | Engelberg Luftseilbahn Gerschnialp – Trübsee            | ATW  |                 |                |                  |                  |                  |                       |              | Bungee-Jumping von einer Gondel 140 m in die Tiefe |
| Schweiz                 | Gondelbahn Grindelwald–Männlichen                       | MGD  | 6,2             |                | 937              | 2225             | 1298             | 1978                  |              | 2 Sektionen; zeitweise längste Gondelbahn der Welt für kommerziellen Personentransport im Gebirge |
| Schweiz                 | Zermatt Matterhorn-Express                              |      | 6,5             |                |                  |                  |                  | 2009                  |              | 4 (5) Sektionen: Zermatt – Furi; Furi – (Aroleid) – Schwarzsee; Schwarzsee – Furgg; Furgg – Trockener Steg                                                                                                 |
| Schweiz                 | Gadmen Materialseilbahn Feldmoos–Chli Titlis            | RPC  | 4,7             | 3426           | 1599             | 3026             | 1427             | 1979                  | 1986         | längstes je gebautes Spannfeld; Baustellenseilbahn mit Nutzlast bis 3,8 t; 1986 abgebaut |
| Schweiz                 | Zermatt – Klein Matterhorn                              | ATW  | 3,7             |                | 1634             | 3883             | 2249             | 1979                  |              | höchste Bergstation Europas; 3 Sektionen + Lift auf die Terrasse (1964, 1982, 1979) |
| Schweiz                 | Klein Matterhorn                                        | ATW  | 3,6             | 2885           | 2939             | 3820             | 881              | 1979                  |              | |
| Schweiz                 | Klein Matterhorn                                        | TGD  | 3,6             |                | 2939             | 3820             | 881              | 2018                  |              | höchste 3S-Bahn der Welt |
| Schweiz                 | Sattel SZ Stuckli Rondo                                 | MGB  |                 |                |                  |                  |                  |                       |              | erste sich drehende Gondel einer Umlaufbahn, auf den Mostelberg |
| Schweiz                 | Stans Stanserhorn-Bahn                                  | ATW  | 2,3             |                | 711              | 1849             | 1138             | 2012                  |              | offenes Oberdeck (Cabrio-Bahn), über Wendeltreppe erreichbar, 5 m Spurweite |
| Schweiz                 | Grindelwald Sesselbahn Grindelwald-First                | CLD  | 4,4             |                |                  |                  | 1105             | 1947                  | 1991         | lange Zeit die längste kuppelbare Sesselbahn in Europa |
| Schweiz                 | Bauseilbahn Kraftwerke Linth-Limmern                    |      |                 |                |                  | 2400 ca.         |                  | 1958/1960             |              | Tragkraft 18 oder 25 Tonnen; nach Fertigstellung des Kraftwerks abgebaut, durch eine leichtere Personenbahn ersetzt                                                                                        |
| Argentinien             | Materialseilbahn Chilecito-La Mejicana                  | RPC  | 35              | 34,2           | 1076             | 4600             | 3524             | 1905                  | 1920 1926    | größter Höhenunterschied der Welt, längste Materialseilbahn ihrer Zeit |
| Bosnien und Herzegowina | Materialseilbahn Lukovac                                | RPC  | 14              |                |                  |                  |                  |                       |              | zweitlängste Materialseilbahn Europas, überquert einen Stausee |
| Armenien                | Syunik-Halidsor Seilbahn Tatev                          | ATW  | 5,5             | 2500           | 1546             | 1537             | 9                | 2010                  |              | längste in einer Sektion mit durchgehendem TS ausgeführte Pendelbahn der Welt (5750 m); max. 321 m über Grund                                                                                              |
| Australien              | Cairns Skyrail Rainforest Cableway                      | MGD  | 7,5             |                | 5                | 336              | 749              | 1995                  |              | Red Peak 545 m; zwei Sektionen mit 4,8 km (über Zwischenstation) und 2,7 km |
| Bolivien                | La Paz, El Alto Mi Teleférico (urban)                   | MGD  | 2,3             |                | 3700 ca.         | 4100 ca.         | 400 ca.          | 2014                  |              | 1 Mio. Passagiere binnen 28 Tagen ab Eröffnung, 62.422 am Spitzentag, 17 h/7 d Betrieb |
| Chile                   | Aucanquilcha                                            | RPC  | 13,6            | 600            | 3942             | 5874             | 1932             | 1935                  | ?            | höchste (Material-)Seilbahn der Welt, höchstes Camp der Welt auf 5334 m; eingestellt |
| Chile                   | Ollagüe                                                 | RPC  | 11,0            |                | 3719             | 4717             | 998              |                       | 1948         | 1948 eingestellt |
| Volksrepublik China     | Sichuan Dagu Glacier Gondola                            | MGD  | 2,4             |                | 3617             | 4843             | 1226             | 2008                  |              | höchste Seilbahn der Welt (mit Sauerstoffflaschen) |
| Dominica                | Dominica Seilbahn über den Boiling Lake                 | ?    | 6,6             |                | 10               | 1010             |                  | (Ende 2025?)          |              | In Bau, Eröffnung 2025 geplant, dann mit 6,6 km die längste Einseil-Seilbahn der Welt. Ausgelegt für Hurrikane und Starkregen.                                                                             |
| Ecuador                 | Quito TelefériQo                                        | MGD  | 2,5             |                | 2950             | 4053             | 1103             | 2005                  |              | bis 2008 u. U. höchste Bergstation der Welt (a. A.: 3996 m) |
| Eritrea                 | Massaua-Asmara-Seilbahn                                 | RPC  | 74,0            |                | 0                | 2400             | 2400             | 1935                  | >1950        | mehrere Sektionen, Anfang der 1950er Jahre zerstört |
| Finnland                | Kolari Yllästunturi                                     | MGD  | 3,1             |                | 255              | 718              | 463              |                       |              | (eine) einzige Sauna-Gondel, Sauna auch in Bergstation |
| Frankreich              | Aiguille du Midi Télépherique de l’Aiguille du Midi     | ATW  | 4,6             | 2867           | 1035             | 3842             | 2742             | 1955                  |              | 1. + 2. Sektion + Fahrstuhl |
| Frankreich              | Aiguille du Midi (1. Sektion)                           | ATW  | 2,1             |                | 1035             | 2317             | 1282             | 1955                  |              | |
| Frankreich              | Aiguille du Midi (2. Sektion)                           | ATW  | 2,5             | 2867           | 2317             | 3777             | 1460             | 1955                  |              | ohne Stützen |
| Frankreich              | Kleinkabinenbahn Vallée Blanche                         | BGFP | 5,0             | 2831           | 3466             | 3778             | 312              | 1958                  |              | je 1 Tragseil, 1 umlaufendes Zugseil |
| Frankreich              | Savoyen Vanoise Express                                 | ATW  | 1,8             | 1800           | 1548             | 1612             | 64               | 2003                  |              | größte Kabinen der Welt, doppelstöckig mit 200 Personen; 2 unabhängige Seilbahnen mit je 1 Kabine nebeneinander; keine Stütze; max. 380 m über Grund                                                       |
| Gabun Republik Kongo    | COMILOG-Materialseilbahn                                | RPC  | 76,0            |                | 426              | 652              | 223              | 1959                  | 1986         | |
| Indien                  | Gulmarg Gulmarg Gondola                                 | MGD  | 5,0             |                | 2699             | 3980             | 1281             | 2005                  |              | bis 2008 u. U. höchste Bergstation der Welt (a. A.: 4084 m) |
| Iran                    | Dandi Anguran Blei- und Zinkmine                        | RPC  | 18,8            |                | 1650             | 2320             | 670              | 1973                  |              | Längste in Betrieb befindliche Materialseilbahn der Welt (Umlauf) mit 170 Stützen und 420 Kippgondeln |
| Irland                  | Dursey Island Seilbahn                                  | ATW  | 0,3             | 250            | 20               | 20               | 0                | 1969                  |              | wohl die einzige Seilbahn weltweit, bei der Vieh ausdrücklich Transportpriorität genießt |
| Israel                  | Masada Masadabahn                                       | ATW  | 0,9             | 290            | −257             | 33               | 290              | 1971 1998             | 1998         | tiefstgelegene Seilbahn der Welt, 1998 durch Neubau ersetzt |
| Italien                 | Bozen Kohlerer Bahn                                     | ATW  | 1,5             |                | 267              | 1110             | 843              | 1908                  |              | älteste zur öffentlichen Personenbeförderung bestimmte und zugelassene Luftseilbahn der Welt, inzwischen 2× komplett neu errichtet                                                                         |
| Italien                 | Bozen Rittner Seilbahn                                  | TGD  | 4,5             |                | 276              | 1227             | 951              | 1966                  | 2007         | alte Pendelbahn 2007 eingestellt, Länge insges. über Tragseilabspannpfeiler 4565 m, damals längste Sektion; jetzt durchgehende 3S-Bahn                                                                     |
| Italien                 | Savona Seilbahnen Savona–San Giuseppe                   | RPC  | 16,7            |                | 140              |                  |                  | 1912                  |              | zeitlich am längsten in Betrieb stehende Luftseilbahn der Welt |
| Kanada                  | Whistler (British Columbia) Peak 2 Peak Gondola         | TGD  | 4,4             | 3024           | 1870             | 1834             | 36               | 2008                  |              | zweitlängste Spannweite der Welt; 436 m über Grund ist höchster Abstand |
| Kolumbien               | Materialseilbahn Mariquita-Manizales                    | RPC  | 75,0            |                | 495              | 2000             | 1505             | 1922                  | 1960         | längste Materialseilbahn ihrer Zeit; summierte Höhenunterschiede über den 3700 m Pass = 4905 m |
| Palästina               | Jericho Jericho-Seilbahn                                | BGFP | 1,3             |                | −230             | −50              | 180              | 1999                  |              | längste Seilbahn unter Meeresniveau |
| Schweden                | Kalklinbanan                                            | RPC  | 41,2            | 540            |                  |                  |                  | 1941                  | 2013         | längste Materialseilbahn ihrer Zeit, 1997 stillgelegt, ab 2013 abgerissen |
| Schweden                | Luftseilbahn Norsjö                                     | BGD  | 13,6            |                | 220 ?            | 243 ?            |                  | 1989                  | 2018         | bis zur Stilllegung 2018 längste Gondelbahn der Welt mit Personenverkehr, Sektion (Nr. IV) der Linbanan Boliden – Kristineberg                                                                             |
| Schweden                | Linbanan Boliden – Kristineberg                         | RPC  | 95,880          | 429            | 219              | 372              | 153              | 1943                  | (1987)       | War die längste (Material-)Seilbahn der Welt; 8 Sektionen; 1987: Sektionen 1–3 und 5–8 stillgelegt ; die Sektion 4 für Passagiere umgebaut (1989–2018)                                                     |
| Serbien                 | Luftseilbahn Zlatibor–Tornik                            | MGD  | 8,866           |                | 964              | 1490             | 526              | 2020                  |              | weltweit längste aktive Gondelbahn für Personenbeförderung; zwei Sektionen |
| Slowakei                | Autoseilbahn Bratislava                                 | FT   | 0,5             |                | 165              | 162              | 3                | 2003                  |              | transportiert ausschließlich Autos |
| Spanien                 | San Sebastian Monte-Ulia-Seilbahn                       |      |                 |                |                  |                  |                  | 1907                  | 1920er Jahre | eine der ersten Luftseilbahnen für den Personentransport der Welt |
| Spanien                 | Barcelona Hafenseilbahn Barcelona                       | ATW  | 1,3             |                | 68               |                  |                  | 1931                  |              | Endstation auf 68 m hohen Turm, Zwischenstation auf 107 m hohen Turm |
| Eswatini Südafrika      | Materialseilbahn Bulembu–Barberton                      | RPC  | 20,4            | 1207           |                  |                  |                  | 1939                  | 2002         | zur Zeit der Eröffnung längste Materialseilbahn in einer Sektion der Welt, 2002 eingestellt |
| Türkei                  | Tahtalı Dağı Seilbahn Olympos Teleferik                 | ATW  | 4,2             |                | 726              | 2365             | 1639             | 2007                  |              | Entgegen Meinung des Betreibers nur die viertlängste Pendelbahn der Welt |
| Vereinigte Staaten      | Albuquerque Sandia Peak Tramway                         | ATW  | 4,5             | 2353           | 1999             | 3163             | 1164             | 1966                  |              | zweitlängste in einer Sektion mit durchgehendem Tragseil ausgeführte Pendelbahn der Welt (4467 m); max. 274 m über Grund                                                                                   |
| Vereinigte Staaten      | Niagara River Whirlpool Aero Car                        | ATW  | 0,5             | 530            | 86               | 86               | 0                | 1916                  |              | wohl einzige Breitspur-Winden-Luftseilbahn mit 6 Tragseilen; noch fast Originalzustand. Führt über die Staatsgrenze USA/Kanada                                                                             |
| Venezuela               | Caracas Seilbahn von Caracas                            | BGD  | 10,6            | 1150           | 100              | 2105             | 2005             | 1956                  | 1988         | Weiterentwicklung der Schauinslandbahn; Höhenunterschied 2005 m + 1110 m auf der anderen Seite. 1 TS, 2 ZS                                                                                                 |
| Venezuela               | Mérida Méridabahn                                       | ATW  | 12,5            |                | 1577             | 4765             | 3188             | 1960–2008 Neubau 2016 |              | seinerzeit höchste Bergstation der Welt; 4 Sektionen; 1 TS, 2 ZS; 2008 nach Unfall wegen Altersschwäche eingestellt; der Neubau wurde 2016 eröffnet; seit 2018 längste aktive Seilbahn für Personenverkehr |
| Vietnam                 | Seilbahn Hòn Thơm                                       | TGD  | 7,9             |                |                  |                  |                  | 2018                  |              | längste aktive Seilbahn für Personenbeförderung in nur einer Sektion; 3S-Bahn |
| Vietnam                 | Fansipan                                                | TGD  | 6,2             |                |                  |                  | 1410             | 2016                  |              | zweitlängste 3S-Bahn der Welt (Stand: Februar 2016) |
| Vietnam                 | Nha Trang Vinpearl Cable Car                            | MGD  | 3,1             |                | 5                | 33               | 28               | 2007                  |              | längste über einen Meeresarm (in rund 60 m Höhe) führende Seilbahn |
| Vietnam Laos            | Seilbahn Xóm Cúc–Ban Naphao                             | RPC  | 42              |                |                  |                  |                  | 1933                  | ≈1950        | längste Luftseilbahn in Asien; sieben Sektionen; grenzüberschreitend |
| Vietnam                 | Halong-Bucht Ha-Long-Queen-Seilbahn (Cáp Treo Nữ Hoàng) | ATW  | 2,2             | 1206           | 5                |                  | 89               | 2016                  |              | Größte Pendelbahnkabine der Welt: 230 Passagiere Höchste Seilbahnstütze der Welt: 188,88 m |

Die Abkürzungen bedeuten:
| ATW  | Pendelbahn; Aerial Tramway                                                |
| BGD  | Zweiseilumlaufbahn; bicable gondola detachable                            |
| BGFP | Gruppenumlaufbahn; bicable gondola fixed grip pulsed                      |
| CGD  | Kombibahn; chairlift gondola detachable                                   |
| CLD  | Sesselbahnen kuppelbar; chairlift detachable                              |
| CLF  | Sesselbahnen fix geklemmt; chairlift fixed grip                           |
| FT   | Funitel, Umlaufbahn mit zwei Seilen                                       |
| FUF  | Funifor, Pendelbahn mit zwei Tragseilen                                   |
| MGD  | Einseilumlaufbahn; monocable gondola detachable                           |
| MGFJ | Gruppenumlaufbahn; monocable fixed grip jigback                           |
| MGFP | Gruppenumlaufbahn, Einseilumlaufbahn; monocable gondola fixed grip pulsed |
| RPC  | Materialseilbahn; rope conveyor                                           |
| TGD  | Dreiseilumlaufbahn; tricable gondola detachable                           |
| TS   | Tragseil = Seil, das die Last trägt                                       |
| ZS   | Zugseil = Seil, das die Last zieht                                        |